# Indicateur crête vraie
En technologie audio numérique, un indicateur crête vraie est un modulomètre qui indique le niveau des crêtes de signal par rapport à la valeur de la pleine échelle numérique (True Peak Level).
Cet afficheur est gradué en décibel pleine échelle (dB FS).

## Problématique
Pour échantillonner un signal analogique qui ne comporte que des fréquences inférieures à une limite f et le reconstruire à l'identique, il suffit d'utiliser une fréquence 2 × f. Le rapport signal-bruit que l'on souhaite obtenir fixe le nombre de bits des échantillons. Pour n bits, les valeurs extrêmes que l'on peut représenter sont (2n-1) et -2n. En général, la valeur de crête du signal dépasse légèrement la valeur de l'échantillon maximum de la suite de nombres qui le représente. Pour que cela ne soit pas, il faudrait que l'instant de l'échantillonnage corresponde au maximum du signal, ce qui a fort peu de chances de se produire.
Pour les signaux à fréquence élevée, qui ont peu d'échantillons par période, ce dépassement peut atteindre plusieurs décibels. Si l'échantillon maximum se trouve à la limite des valeurs représentables, la valeur de crête est supérieure à cette limite (0 dB FS).
En télécommunications, en radiodiffusion, en télédiffusion, le signal numérique peut être transmis de machine à machine et de réseau à réseau. Si les horloges de ces machines ne sont pas synchronisées, le signal numérique va passer par un convertisseur de fréquence d'échantillonnage, qui va décaler les échantillons dans le temps. On attend de ces convertisseurs qu'ils affectent le moins possible le signal. Ils ne pratiquent donc aucune correction. La transmission correcte du signal impose que la crête véritable, quelle que soit la position des échantillons, soit inférieure au maximum.

## Importance du niveau de crête vraie
- Un écrêtage provoque des distorsions qui se propagent au-delà des échantillons affectés, dès qu'un traitement du signal intervient.
- Les concepteurs de convertisseurs numérique-analogique doivent en tenir compte pour éviter la distorsion (mais ça n'a pas toujours été le cas).
- À l'intérieur d'un même réseau, des machines peuvent avoir leur propre horloge, de qualité supérieure, et transmettre à travers des convertisseurs de fréquence d'échantillonnage.
- Le signal peut aussi être transmis à des codecs afin de subir une compression de données. On n'attend des codecs, comme des convertisseurs, aucune correction. Mais les codecs décomposent le signal en plusieurs bandes de fréquences avant de les traiter séparément. Retirer d'un signal des composantes peut augmenter le niveau, parce que ces composantes s'opposaient à la fondamentale ; si la limite du système est trop proche, cela peut résulter en une surcharge. Les systèmes de compression de données tiennent compte de ce que l'oreille est insensible à la phase des composantes du son, et ne transmettent pas cette information inutile. Les composantes harmoniques du signal reconstitué n'ont pas nécessairement les mêmes rapports de phase. L'amplitude du signal résultant dépendant de la phase de ses composants, elle n'est pas conservée à travers les codecs. Il faut donc une réserve de modulation, en plus d'une connaissance du niveau de crête vraie, quand des codecs psychoacoustiques sont prévus.

## Comment mesurer la crête vraie
Le modulomètre doit effectuer un suréchantillonnage.
Toutefois, comme une précision de l'ordre de 1 % (0,1 dB) est suffisante, on peut utiliser pour ce suréchantillonnage des algorithmes simplifiés.
L'afficheur doit conserver la valeur maximale suffisamment longtemps pour qu'elle soit lisible, avant de la remplacer par une valeur inférieure.

## Autres applications
La détection des niveaux de crête vraie peut servir de signal de commande à un limiteur capable de supprimer les dépassements éventuels en réduisant la Dynamique sonore.